# Hey, Porter

Wiederveröffentlichung 1969

Hey, Porter ist ein Country-Song von Johnny Cash, den dieser im September 1954 mit den Tennessee Two bei Sun Records aufnahm. Als Produzent fungierte Sam Phillips. Die am 21. Juni 1955 veröffentlichte Single Sun 221 war die erste in der langjährigen Laufbahn Cashs. Die B-Seite der Single war Cry! Cry! Cry!, das Platz 14 der Billboard Country Songs erreichte, während Hey, Porter die Charts verfehlte. Das Stück wurde 1969 erneut als Single veröffentlicht; diesmal unter Sun 1103 als Hey Porter zusammen mit Get Rhythm.
Der Songtext handelt von einem Mann, der Heimweh hat und mit dem Zug vom Norden zurück in seine Heimat, die Südstaaten reist und dabei die Mason-Dixon-Linie in Richtung Tennessee überquert. Der Text war ursprünglich von Cash als Gedicht während seiner Zeit bei der Air Force geschrieben und in der Armeezeitschrift Stars and Stripes veröffentlicht worden.
Der Song wurde 1972 auch von Ry Cooder auf seinem zweiten Album Into the Purple Valley veröffentlicht.